# كارلوس اسكويس
كارلوس اسكويس (19 يونيو 1992 بكاراكاس في فنزويلا - ) (بالإسبانية: Carlos Ascues) هو لاعب كرة قدم بيروفي وفنزويلي في مركز قلب الدفاع. شارك مع منتخب البيرو تحت 20 سنة لكرة القدم ومنتخب بيرو لكرة القدم. أما مع النوادي، فقد لعب مع أليانزا ليما ونادي بانيتوليكوس ونادي فولفسبورغ ونادي ميلغار أريكيبا وClub Deportivo Universidad de San Martín de Porres ‏ ونادي بنفيكا بي ‏.

## روابط خارجية
- كارلوس اسكويس على موقع الدوري الأمريكي (الإنجليزية)
- كارلوس اسكويس على موقع قاعدة بيانات كرة القدم.إي يو (الإنجليزية)
- كارلوس اسكويس على موقع ناشيونال فوتبول تيمز (الإنجليزية)
- كارلوس اسكويس على موقع Soccerway.com (الإنجليزية)
- كارلوس اسكويس على موقع عالم كرة القدم.نت (الإنجليزية)